# ۸۶ (میلادی)

## رویدادها
بر اساس مکان
امپراتوری روم
- امپراتور دومیتیان بازی‌های کاپیتولین را معرفی می‌کند.[۱]
- آغاز لشکرکشی تراژان، ژنرال رومی و که بعداً به امپراتوری رسید به آلمان. این لشکر کشی برای سرکوبی شورش در آلمان بود.
- آلمان به دو استان آلمان بالا و آلمان پایین بخش می‌گردد.
- مارشال کتاب‌های اول و دوم اپیگرام‌ها را منتشر می‌کند.[۲]

داکیه
- نبرد اول تاپائه: لژیون‌های رومی در داکیه با فاجعه روبرو می‌شوند، زمانی که ژنرال رومی کورنلیوس فوسکوس حمله‌ای قدرتمند را آغاز می‌کند که به شکست منجر می‌شود. او که در دره تیمی محاصره شده است، به همراه تمام ارتشش می‌میرد. روم باید در ازای به رسمیت شناختن مبهم اهمیت روم، به داچیاها خراج بپردازد.[۳]

آسیا
- بان گو (پان کو) و خواهرش بان ژائو (پان تچائو) تاریخ چین را تألیف کردند.

## زادروزها
- ۱۹ سپتامبر - آنتونیوس پیوس، امپراتور روم

## درگذشت‌ها
- 9 ژوئن - کورنلیوس فوسکوس، ژنرال رومی و بخشدار پراتوری